# 夜明けのテレショップ
『夜明けのテレショップ』（よあけのテレショップ）は、2009年2月4日深夜（2月5日未明）まで関西テレビで放送されていた関西テレビハッズ制作のテレビショッピングである。番組終了時の放送時間は毎週水曜 26:35 - 27:35 （木曜 2:35 - 3:35）。
番組は食品から健康用品、装飾品からインテリアまで様々な商品を紹介。司会は元関西テレビアナウンサーの桑原征平が、ご意見番は元関西テレビ制作部で現在はメディアプルポのチーフプロデューサー・梁典雄が務めていた。他に、「ハッズガールズ」と呼ばれる女性たちも出演していた。
前番組は『プレイバック買物検討使』で、後番組は『ノッテ・フェリーチェ〜楽しい夜のショッピング〜』。

## スタッフ
- 構成：北村りん
- 技術：石黒英三
- 編集：ウエストワン
- ディレクター：木下綾子
- プロデューサー：梁典雄（メディアプルポ）
- 制作：江畑勘太郎
- 制作協力：メディアプルポ
- 制作著作：関西テレビハッズ